# Monica Ali

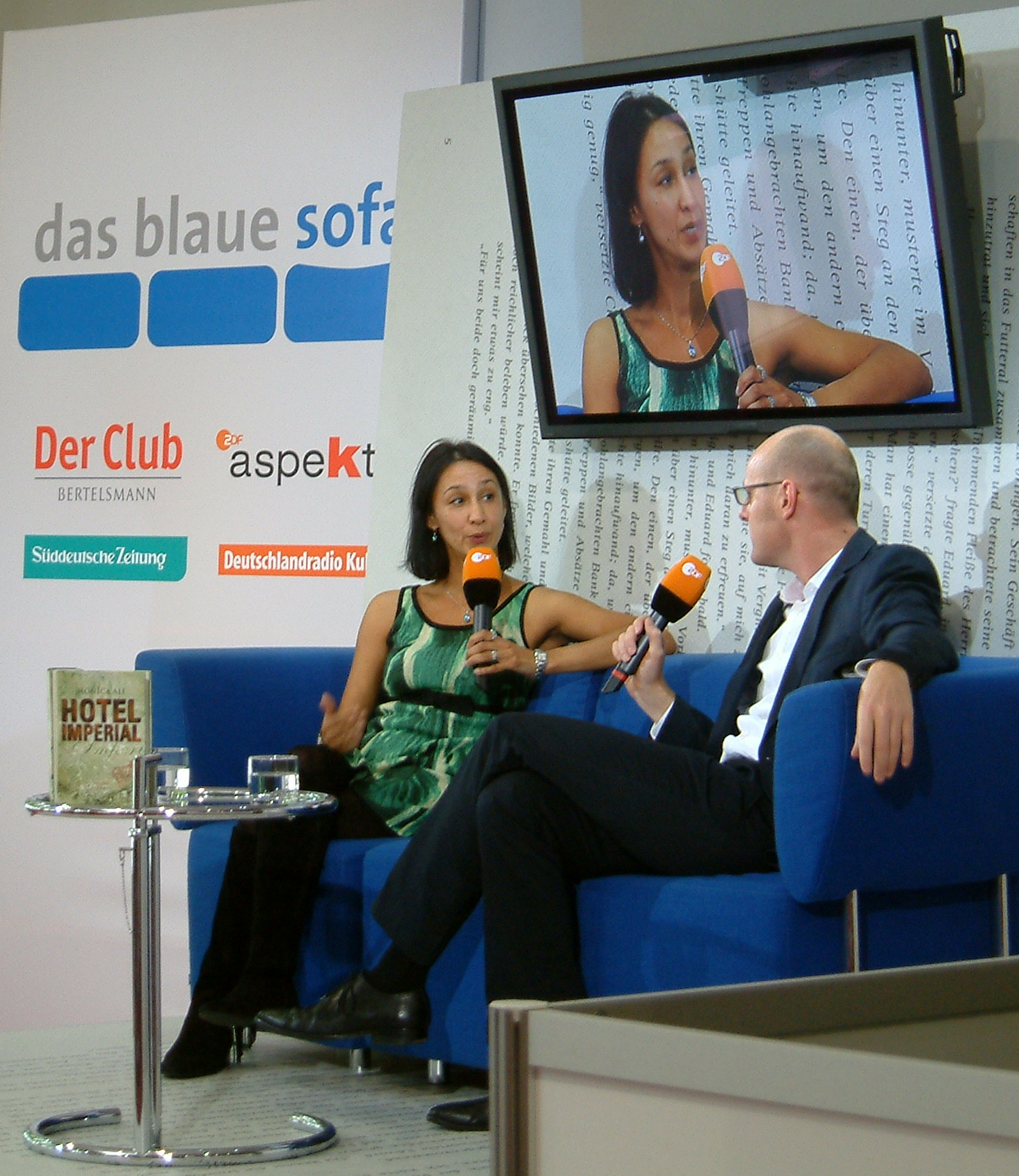
Monica Ali auf der Frankfurter Buchmesse 2009

Monica Ali (* 20. Oktober 1967 in Dhaka, Ostpakistan) ist eine britische Schriftstellerin.

## Biografie
Ali ist die Tochter eines bengalischen Vaters und einer englischen Mutter. Als Ali drei Jahre alt war, zog die Familie von Dhaka nach Bolton im Vereinigten Königreich um. Ali studierte Philosophie, Politik- und Wirtschaftswissenschaft am Wadham College in Oxford. Nach ihrem Studium arbeitete sie lange Zeit in der Marketing-Abteilung eines kleinen Verlags. Sie lebt in London. Mit ihrem Mann Simon, einem Unternehmensberater, hat sie zwei Kinder, Felix und Shumi. 2003 erschien Alis Debütroman Brick Lane, der für den Booker Prize – der höchsten britischen Literaturauszeichnung – nominiert wurde.

## Brick Lane

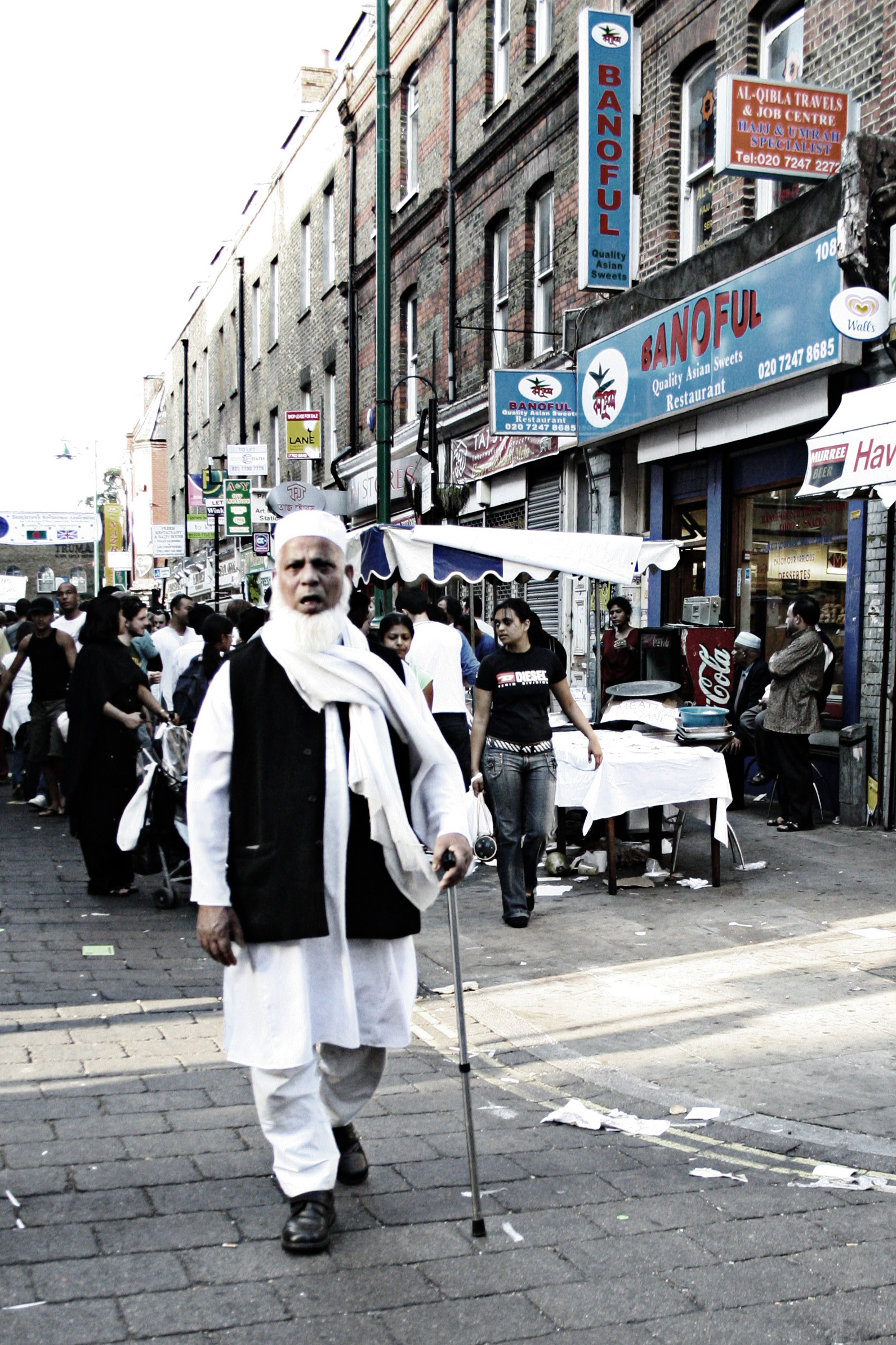
Foto der Brick Lane, 2006

Der Roman trägt den Namen der Straße Brick Lane, die in London mitten im Viertel der bengalischen Einwanderer liegt. Erzählt wird die Geschichte von Nazneen, einer jungen Frau aus Bangladesch, die 1985 mit achtzehn Jahren nach London kommt und mit dem zwanzig Jahre älteren Chanu verheiratet wird. Nazneen ist es kaum möglich, die winzige Wohnung zu verlassen. Ihr wird keine Bildung zuteil, ebenso ist es ihr unmöglich, London und Großbritannien kennenzulernen. Zunächst fügt sie sich in ihre Rolle. Nur der Briefwechsel mit ihrer Schwester Hasina, die mit den islamischen Traditionen gebrochen hat, bringt Abwechslung in Nazneens Leben.
Nazneen begreift mit den Jahren, dass Chanus Träume von Wohlstand und sozialem Aufstieg immer Träume bleiben werden. Auch findet sie zehn Jahre nach ihrer Ankunft in England doch Möglichkeiten, sich winzige Freiräume zu erobern. Sie unterstützt ihre gegen den Vater aufbegehrenden Töchter, beginnt eine Liebesaffäre mit Karim, einem Bangladescher, der sein Leben lang in England gelebt hat, und entscheidet sich nach den Ereignissen des 11. September 2001 für ein Leben in England.
In einem Interview mit der Berliner Zeitung sagt Ali über den Roman: „Ich wollte das Klischee herausfordern. Wir sehen einen Sari oder ein Kopftuch - und haben schon eine Meinung über die Person darunter. Jetzt kommen die Leute zu mir und sagen, dass sie ihre indische oder bengalische Nachbarin mit ganz anderen Augen sehen.“
Der Roman wurde von den Literaturkritikern im anglo-amerikanischen Raum wohlwollend aufgenommen und 2003 mit dem British Book Awards Newcomer of the Year ausgezeichnet. 2015 wählten 82 internationale Literaturkritiker und -wissenschaftler den Roman zu einem der bedeutendsten britischen Romane. 2007 wurde Brick Lane unter gleichnamigem Titel verfilmt.
Während der Dreharbeiten 2006 kam es unter den bengalischen Einwanderern teilweise zu Protestkundgebungen gegen eine Verfilmung von Teilen des Romans im Gebiet der Brick Lane. Die Kampagne gegen die Verfilmung von Brick Lane (Campaign Against Monica Ali's Film Brick Lane) wurde von der bekannten feministischen Autorin Germaine Greer unterstützt, die Ali in einem Artikel im Guardian vorwarf, ihre Darstellung der bengalischen Immigranten in Brick Lane sei nicht authentisch und voller Vorurteile. Alis Schilderung des Lebens in der Brick Lane karikiere und verunglimpfe die Einwanderer; sie habe selber niemals längere Zeit in der Brick Lane gelebt und spreche zudem die bengalische Sprache nicht mehr flüssig. Der bekannte indisch-britische Schriftsteller Salman Rushdie verurteilte dagegen in scharfen Worten Greers Einmischung in den Konflikt und bezichtigte sie in einem Leserbrief, ihre Kritik an Ali sei „kleinlich, scheinheilig und skandalös“ („philistine, sanctimonious, and disgraceful“).

## Werke (Auswahl)
- Brick Lane. 2002
  - Brick Lane. Roman. Übersetzung Anette Grube. Droemer Knaur, München 2004, ISBN 3-426-19620-4
- Alentejo Blue. 2006
  - Alentejo Blue. Erzählungen. Übersetzung Anette Grube. Droemer, München 2006, ISBN 978-3-426-19744-8.
- In The Kitchen. 2009
  - Hotel Imperial. Roman. Übersetzung Anette Grube. Droemer, München 2009, ISBN 978-3-426-19866-7
- Untold Story. 2011
  - Die gläserne Frau. Übersetzung Anette Grube. Droemer, München 2012, ISBN 978-3-426-19929-9.
- Love Marriage, 2022
  - Liebesheirat. Übersetzung Dorothee Merkel. Klett-Cotta, Stuttgart 2022, ISBN 978-3-608-98498-9.